# Blame Canada
Blame Canada er en sang fra filmen South Park: Bigger, Longer & Uncut (af Trey Parker & Marc Shaiman). I sangen beslutter de fiktionelle forældre i byen South Park, anført af Sheila Broflovski, at beskylde Canada for de problemer deres børn har været rodet ud i, siden de så den canadiske fiktionelle film Terrance and Phillip: Asses of Fire og bagefter begyndte at imiterer hvad de havde set og hørt i filmen. Forældrene afviser at accepterer at det er deres egen skyld at børnene ikke opfører sig ordentligt, fordi de ikke forhindrede dem i at se filmen i første omgang (af den oplagte grund, at de ikke vil ligne dårlige forældre). Derfor satirisere South Park-filmen syndebuksprincippet og den reaktion skaberne af South Park forventede at få for den samme film som sangen optrådte i.[kilde mangler]
Blame Canada er også den tredje bog om South Park skrevet af Dr. Toni Johnson-Woods, der er en australsk akademiker og ekspert i moderne populærkultur. I bogen bliver South Park præsenteret som et moderne populært kultur-ikon og beskrevet som karnivalesk indenfor det teoretiske arbejde af Mikhail Bakthin.
Sangen var i 1999 nomineret til en Oscar i 1999 for bedste sang. 
| Musik | Spire Denne musikartikel er en spire som bør udbygges. Du er velkommen til at hjælpe Wikipedia ved at udvide den. |